# Персидско-византийская война (502—506)
Персидско-византийская война 502—506 годов или Анастасиева война — вооруженный конфликт между Сасанидским государством и Византийской империей.

## Причины конфликта
Самые подробные сведения об этой войне содержатся в хрониках Иешу Стилита и Псевдо-Захарии, у Прокопия Кесарийского и в «Хронографии» Феофана Исповедника. Иранская версия событий до нас не дошла; есть только краткое упоминание у Табари.
С 441 года между Византией и Ираном сохранялись мирные отношения, по причине того, что Сасаниды были вынуждены вести тяжелую борьбу с эфталитами на востоке. При этом между сторонами существовало соглашение, по которому Византия обязывалась выплачивать персам деньги за охрану проходов через Кавказский хребет. Полагают, что византийцы, пользуясь внешнеполитическими затруднениями Ирана, перестали платить, считая, что персам в любом случае придется оборонять перевалы.
Шах Кавад, выпущенный из эфталитского плена за обещание выкупа, потребовал у византийцев выплаты положенных сумм. Феофан сообщает, что византийцы согласились дать деньги, но только в долг, что Кавад воспринял как оскорбление. По словам Прокопия, Кавад хотел сделать у византийцев заём, но советники Анастасия I убедили императора отказать, дабы способствовать этим продолжению борьбы персов с эфталитами. Хроника Псевдо-Захарии утверждает, что Кавад прямо обвинил византийцев в том, что они подговорили эфталитов напасть на персов.
Отчаянно нуждаясь в средствах, персидский шах решил начать войну, рассчитывая поправить свои финансы путём грабежей и контрибуций. В областях, уже несколько десятилетий не подвергавшихся военному опустошению, и в самом деле можно было надеяться на богатую добычу.

## Кампания 502 года
В августе 502 года Кавад вторгся в византийскую Армению и подступил к Феодосиополю. Правитель города Константин, происходивший из сенатского сословия, сдал город персам и перешел на их сторону. Кавад сделал предателя своим военачальником. Феодосиополь был разграблен и сожжен, его область была опустошена, а не успевшее бежать население — угнано в рабство.
Затем персы двинулись на юг в Софену, провинцию, населенную сирийцами и армянами. Главный город провинции Мартирополь был сдан его наместником Феодором. В городе персы захватили налоги, собранные с области за два года.
После этого Кавад вторгся в провинцию Месопотамию.
5 октября персы осадили Амиду. Город был хорошо защищен и быстро овладеть им не представлялось возможным. Кавад направил отряды к Телле (Константине) и Харрану. Олимпий, дукс Теллы, выступил против персов, разбил персидские отряды, но 19 ноября потерпел поражение в ночном бою с главными силами в местности Телль-Беш. Византийская конница обратилась в бегство, а пехота понесла большие потери.
26 ноября лахмидский царь Ан-Нуман II, вассал Сасанидов, вторгся в область Харрана. Ему досталась огромная добыча, так как в этой местности как раз проходил сбор винограда и на полевые работы вышли не только жители деревень, но и много горожан из Харрана и Эдессы. Вся область до самой Эдессы была разграблена. По сообщению Иешу Стилита арабы угнали в рабство 18 500 человек, поголовно забирая жителей целых деревень. Все, что смогли предпринять ромеи — это усилить оборону Эдессы.
Евгений, дукс Мелитены, выступил с войском из Каппадокии, уничтожил персидский отряд, стоявший в Феодосиополе, и вернул город ромеям.
Император Анастасий, узнав, что персы готовятся к вторжению, направил к Каваду Руфина с крупной суммой, но разрешил передать деньги только в случае, если персы еще не вторглись на византийскую территорию. Доехав до Кесарии Каппадокийской, Руфин узнал, что Кавад стоит под Амидой. Оставив деньги в Кесарии, посол отправился в персидский лагерь, где был взят под стражу.

## Кампания 503 года
10—11 января 503 года персы взяли неприступную Амиду благодаря хитрости и предательству. Три дня в городе шла резня, жертвами которой, по словам Иешу Стилита и Псевдо-Захарии, стали 80 000 человек. Современные исследователи считают эту цифру сильно завышенной, так же как и потери персов, понесенные во время осады, которые Иешу Стилит определяет в 50 000.
Перезимовав в Амиде, Кавад оставил там трёхтысячный отряд и отошел с войсками к Нисибису. Он отпустил Руфина, чтобы тот рассказал императору о падении Амиды, а сам в апреле 503 года отправил к Анастасию послание: «пришли мне золото или принимай войну».
В мае Анастасий отправил на восточную границу войска под командованием Ареобинда, Ипатия и Патрикия.
Ареобинд получил должность магистра армии Востока, но два других военачальника не были ему подчинены. Среди командиров низшего ранга были лаз Фарасман, комит Юстин (будущий император), Зимарх и два предводителя готов: Годигискл и Бесса.
Ареобинд с войском в 15 000 человек расположился между Дарой и Амудием и некоторое время успешно отражал атаки персов со стороны Нисибиса. Патрикий и Ипатий, имевшие под началом 40 000 человек, попытались вернуть Амиду.
Кавад направил против Ареобинда 20 000 человек, но Ареобинд дважды их разбил и загнал в Нисибис. В июле Кавад стянул к Нисибису подкрепления из «гуннов» и арабов под командованием изменника Константина. Ареобинд просил поддержки у Патрикия и Ипатия, но те помогать ему отказались и командующему пришлось спешно отступать к Эдессе.
После этого Патрикию и Ипатию самим пришлось снять осаду и отступить. Они попытались остановить наступление Кавада, уничтожили передовой отряд, состоявший из 800 эфталитов, но затем были застигнуты врасплох основными силами персов и обратились в бегство. Через некоторое время они снова подошли к Амиде. Фарасман сумел выманить из крепости отряд в 400 персов во главе с командиром гарнизона. Воины были перебиты, а взятый в плен военачальник согласился сдать Амиду. Гарнизон, однако, отказался ему подчиняться, и недовольные ромеи распяли персидского командующего.
Арабы-лахмиды ан-Нумана II напали на местность у реки Хабор, населенную византийскими арабами, но были отбиты дуксом Каллиника (Эр-Ракка) Тимостратом. В ответ византийские арабы нанесли удар по столице Лахмидов — аль-Хире, разграбили её и захватили стоявший там караван.
В августе 503 года персидские войска разбили Патрикия у Ападны. Византийцы бежали в Самосату. В сражении был смертельно ранен царь арабов-лахмидов ан-Нуман II. Кавад двинулся на Теллу и Эдессу. В Телле, обвинив местных евреев в намерении помочь персам овладеть городом, византийцы поголовно истребили еврейское население. Каваду пришлось снять осаду. В сентябре он подступил к Эдессе, персидские отряды рассыпались для грабежа по территории Осроены.
Осада Эдессы также оказалась для персов неудачной. Защитники отразили приступы, а о сумме выкупа за город персы с византийцами договориться не смогли. Сняв осаду, Кавад двинулся к Евфрату в направлении на Апамею.
После серии неудач на фронте правительство было вынуждено назначить единого командующего в войне с персами — Келера, получившего должность магистра презентальной армии (magister militum in presenti). В октябре 503 года Келер добрался до приевфратской области, и Кавад, опасаясь столкновения с крупными ромейскими силами, отступил на персидскую территорию. Зимой 503 года Келер обложил Амиду, разгромив персидские отряды, посланные на помощь гарнизону. Попытки взять крепость были неудачны, а потому византийцы решили ограничиться её блокадой.

## Кампания 504 года. Ужасы войны
Весной 504 года Кавад сосредоточил 10 000 человек в Нисибисе, но византийцы под командованием Патрикия и дукса Каллиника Тимострата внезапно напали на этот отряд, нанесли ему поражение и угнали лошадей и скот.
Направить против византийцев значительные силы Кавад не мог, так как северные районы Ирана подверглись нападению савиров.
Пока продолжалась осада Амиды Келер принял решение провести акцию устрашения и принуждения к миру. Войска Ареобинда, переправившись через Тигр, вторглись в провинцию Арзанену в персидской Армении. Они прошли по стране, истребляя все мужское население старше 12 лет. Келер отдал на этот счет строгий приказ: в случае, если обнаружится, что кто-то из ромеев пощадил мужчину, то «он будет убит вместо него». В плен разрешалось брать только женщин и детей. Деревни было приказано полностью разрушать, не оставляя ни одного дома стоящим. «Они резали и портили даже виноградные лозы, оливковые и все другие деревья». В ходе масштабного набега, в котором участвовали византийские арабы, 10 000 мужчин были убиты, 30 000 женщин и детей захвачены в плен, войска разграбили и сожгли множество деревень. С персидской территории было угнано 120 000 голов крупного и мелкого скота. На обратном пути, проходя мимо Нисибиса, Ареобинд заманил в засаду часть персидского войска, окружив и полностью перебив отряд из 7000 человек.
В осажденной Амиде тем временем начался голод. Персидский комендант заковал в цепи 10 000 мужчин из числа горожан и бросил их умирать от голода на городском стадионе. По словам хронистов, несчастные были вынуждены поедать экскременты и пить мочу, а затем дошли до людоедства. Женщин поделил между своими воинами. Поскольку у самих персов было мало провизии, женщины тайком стали совершать убийства одиноких прохожих, чьи тела потом варили и жарили. Благодаря запаху жаркого преступление открылось и комендант нарядил розыск. Много женщин было замучено и казнено, а оставшимся он запретил совершать убийства, однако, разрешил открыто употреблять в пищу тела мертвых. Иешу Стилит, описывая все эти ужасы, добавляет:

…этому не поверят те, кто будут после нас. Теперь же нет человека, который попытался бы узнать об этих событиях и не слыхал обо всем том, что случилось, хотя бы он и жил на далеком расстоянии от нас.— Иешуа Стилит. Хроника. 77
Зимой 504 года Кавад послал на границу войско в 20 000 человек. Начальнику этой армии было поручено вести переговоры. Он попытался выручить гарнизон Амиды, предложив обменять этих людей как пленных. Келер ответил ему: «Об этих пленных ты мне не напоминай, потому что они находятся в плену в нашем городе, и они наши рабы». Перс просил разрешить провести в город караван с провизией, указав магистру, что «не подобает тебе, чтобы гибли твои рабы от голода». Келер и его командиры поклялись не трогать обоз, но комит Нонн не присутствовал на совете и не был связан клятвой. Он напал на караван, перебил людей и забрал 300 верблюдов с поклажей. Кроме съестного там оказались боеприпасы, которые персы хотели тайком провезти в город.
Персидский командир потребовал наказать виновного, но Келер ехидно ответил, что не знает, кто из его людей это сделал, так как войско у него большое, если же перс знает виновного, пускай сам ему отомстит, если сможет.
Тем временем наступили холода и даже пошел снег. Византийские войска начали расползаться по тыловым крепостям, унося с собой награбленное. Персы, видя, что ромейская армия слабеет от массового дезертирства, настаивали на заключении мира, грозя в противном случае перейти в наступление. Келер приказал комиту Юстину собрать войска, но тому не удалось заставить разошедшихся солдат вернуться.

## Мир
В начале 505 года было заключено перемирие и персам позволили покинуть Амиду. У ворот города расположилась комиссия из персидских и византийских командиров. Персов выпускали с оружием и без досмотра. Горожан, выходивших вместе с персами, опрашивали, и если те хотели покинуть город, им не препятствовали. За Амиду персам, по словам Прокопия, был заплачен выкуп в 1000 литр золота. По словам Псевдо-Захарии, за освобождение города и за мир Каваду было выплачено 11 кентенариев золота. Феофан пишет о трех талантах.
Летом 505 года Келер был вызван в Константинополь для выработки мирных условий. Весной 506 года он прибыл с войсками в Эдессу, где узнал, что персидский уполномоченный умер и придется ждать, пока шах пришлет ему замену. Тем временем сосредоточение в городе большой массы войск привело к столкновениям солдат с горожанами и, чтобы избежать крупных беспорядков, Келер вывел оттуда свои части и выступил к границе.
Окончательно мир был заключен в Даре в ноябре 506 года. По сообщению Прокопия, договор был заключен на семь лет.
Обе стороны настолько стремились к миру, что даже наказали арабов, совершавших самовольные набеги. Когда персидские арабы разорили две византийские деревни, марзпан, командовавший в Нисибисе, схватил их шейхов и казнил. В свою очередь, когда византийские арабы разграбили персидскую деревню, дукс Тимострат схватил пятерых шейхов, двоих казнил мечом, а троих распял на дереве.

## Итоги
Война продемонстрировала слабость обороны византийской границы. Пока мир еще не был подписан, Келер решил построить крепость в Даре, стратегически важном пункте Северной Месопотамии, в 98 стадиях (20 км) от Нисибиса. В 505—506 годах туда были свезены необходимые материалы, а затем в короткий срок была возведена сильная крепость. Это противоречило византийско-иранским соглашениям, запрещавшим строить новые укрепления на границе, но у Кавада не было возможности помешать строительству, а недовольство шаха Анастасий умерял попеременно угрозами и деньгами.